# Бартошова Љехотка
Бартошова Љехотка (слч. Bartošova Lehôtka) насељено је мјесто са административним статусом сеоске општине (слч. obec) у округу Жјар на Хрону, у Банскобистричком крају, Словачка Република.

## Становништво
| Година:    | 1994. | 2004.   | 2014.   | 2024.    |
| ---------- | ----- | ------- | ------- | -------- |
| Број људи: | 410   | 410     | 384     | 345      |
| Разлика:   |       | +1,42 % | -6,34 % | -10,15 % |

| Година:    | 2023. | 2024.   |
| ---------- | ----- | ------- |
| Број људи: | 350   | 345     |
| Разлика:   |       | -1,42 % |

Према подацима о броју становника из 2011. године насеље је имало 397 становника.